# بتحلى الحياة
بتحلى الحياة هو مجلة تلفزيونية منوعة تعرض على شاشة المؤسسة اللبنانية للإرسال وقناة الانتشار اللبناني

## نبذة عن البرنامج
هو برنامج اجتماعي يومي يتناول مواضيع عدّة عن الصحّة، وسائل التواصل الاجتماعي، المشاهير، الموضة، الطبخ، وغيرها من الأمور الحياتيّة اليوميّة التي تهمّ المشاهد، إلى جانب تقارير خاصّة تتعلّق بمواضيع وفقرات البرنامج المنوّعة.
«يعرض من الإثنين إلى الجمعة مباشرة على الهواء الساعة الرابعة والنصف على»المؤسسة اللبنانية للإرسال «و»قناة الانتشار اللبناني
في العاشر من أكتوبر 2016 إنطلق الموسم الثاني بثلاث مذيعات وغياب زينة الراسي ليعرض على مباشرة شاشة ال بي تو الأرضية وفي الإعادة على قناة الانتشار اللبناني الفضائية

## مقدمات البرنامج (الموسم الأول)
- كارلا يونس
- عفاف دمعة
- لين سليمان
- زينة الراسي

## مقدمات البرنامج (الموسم الثاني)
- كارلا يونس
- عفاف دمعة
- لين سليمان

## مقدمات البرنامج (الموسم الثالث)
- عفاف دمعة
- ميا سعيد
- سينتيا زينون

## مقدمات البرنامج (الموسم الرابع)
- عفاف دمعة
- ميا سعيد
- سينتيا زينون